# Marlies Debacker

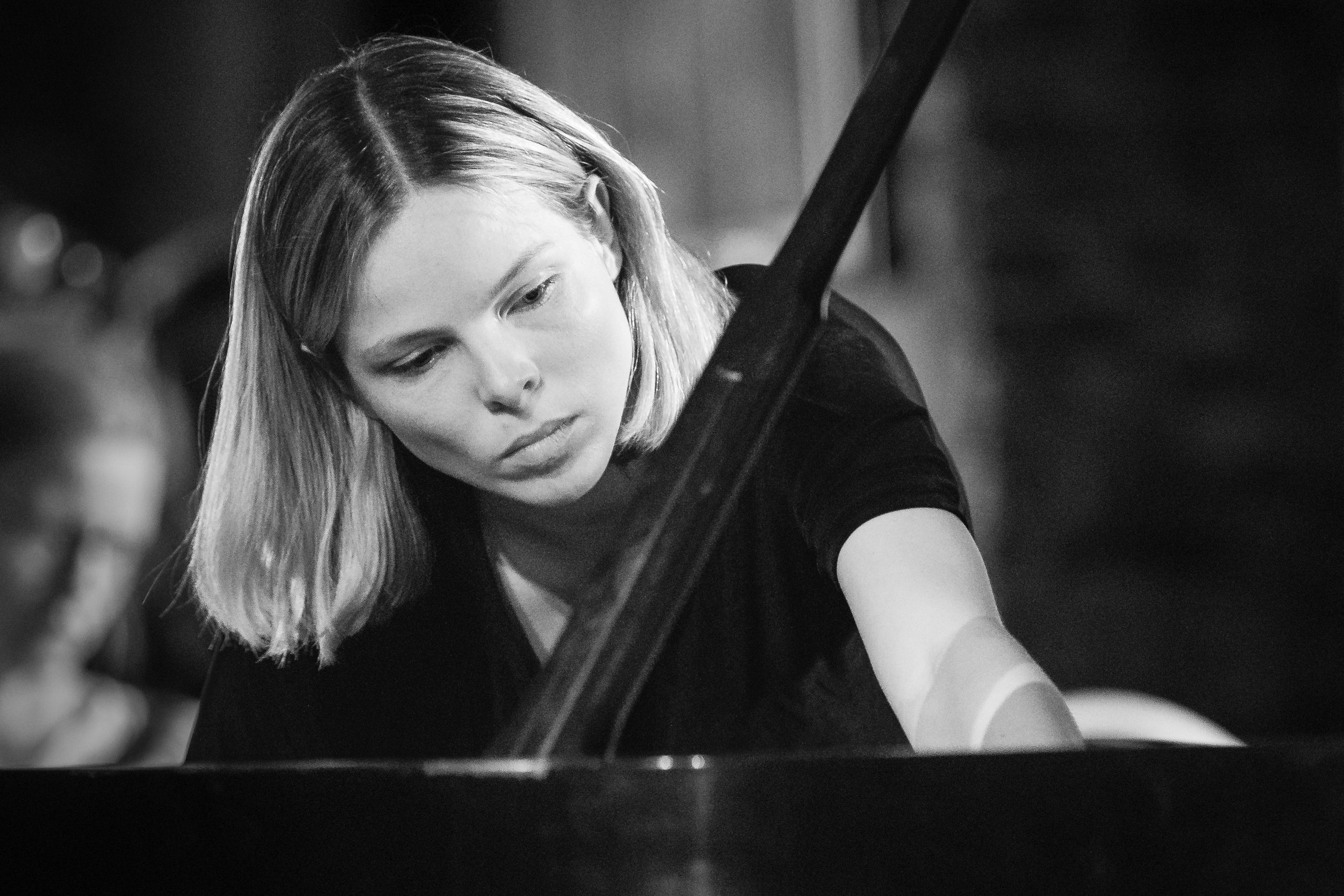
Marlies Debacker auf der Bühne in Smeltehytta, Kongsberg 2024
Foto von Tore Sætre

Marlies Debacker (* 1992) ist eine belgische Improvisationsmusikerin (Piano, Komposition), die sich auch als Interpretin im Bereich der zeitgenössischen Musik betätigt. Sie erschließt durch differenziertes Tasten- und Pedalspiel sowie durch erweiterte Spieltechniken das Klangspektrum ihres Instruments.

## Leben und Wirken
Debacker erwarb nach ihrem Bachelor-Studium am Koninklijk Conservatorium Antwerpen ihren Master-Abschluss an der Hochschule für Musik und Tanz Köln, gefolgt von einem Master in zeitgenössischer Musik an der Folkwang Universität der Künste Essen, an der sie bei Benjamin Kobler und Barbara Maurer studiert hatte.
Debacker spielte ab Mitte der 2010er-Jahre in der deutschen Improvisationsszene u. a. mit Dominik Mahnig, Salim Javaid und Stefan Schönegg in der Formation Uchronia; das gleichnamige Album erschien 2017. 2020 erschien im Eigenverlag das Trioalbum This, das Debacker mit Carl Ludwig Hübsch und Salim Javaid eingespielt hatte. 2021 legte Debacker das mit Carl Ludwig Hübsch, Etienne Nillesen und Florian Zwißler entstandene Album Live at mœrs festival ’20 vor. Sie konzertierte auch mit Frank Gratkowski. Mit Judith Wegmann, Lukas Briner und Nicolas Wolf veröffentlichte sie 2022 das Album Things in Between (ezz-thetics).
Im Bereich der zeitgenössischen Musik trat Debacker sowohl als Solistin, in verschiedenen Ensembles (etwa mit MusikFabrik) und mit dem Trio Abstrakt auf; sie ist als Interpretin der Werke von Mauricio Kagel, Karel Goeyvaerts, Mark Andre, Georges Aperghis, Beat Futter hervorgetreten. Mit Martyna Zakrzewska präsentierte sie Klavierwerke für vier Hände von Morton Feldman, Hans Thomalla und Corné Roos.
Debacker ist (mit Hübsch und Javaid) Kuratorin der Plattform Nicht Dokumentierbarer Ereignisse – einer Konzertreihe für improvisierte Musik in Köln. Des Weiteren ist sie Mitglied im Kölner Improvisationskollektiv IMPAKT. Sie trat auf verschiedenen Festivals wie Acht Brücken, Moers festival, Biennale di Venezia, IMPULS! Graz, PGNM Biennale Aktueller Musik Bremen, Serious Series Berlin, IEMA Klangspuren Schwaz, NOW!-Festival Essen und Duettissimo Krakau auf. Ferner hat sie als Musikerin an Theateraufführungen des Schauspiel Köln („Aus dem bürgerlichen Heldenleben“, Moliere) und am Berliner Ensemble („Fabian oder der Gang vor die Hunde“ unter Regie von Frank Castorf) sowie anderen transdisziplinären Projekten teilgenommen und wurde zu Residenzen wie dem Human Noise Congress 2019 eingeladen. Debacker lebt in Köln und unterrichtet Improvisation an der Hochschule für Musik und Tanz Köln.
Debacker bewegt sich mit ihrer Musik „zwischen kompletter Verfremdung des Klavierklangs, pulsierenden Sounds, perkussiven und filigranen Texturen bis hin zu feinstem zeitgenössischem Klavierspiel sowie energetischem Jazz“, schrieb der Schwarzwälder Bote.